# Firmino José da Costa
Firmino José da Costa (São Paulo, 14 de setembro de 1919 - Suzano, 5 de julho de 2009) foi um político local da cidade de Suzano, em cujas funções que exerceram e deixaram na história da cidade foram vereador por três mandatos (1949-1957) e (1965-1969), além de ser prefeito durante três mandatos, sendo o último, interrompido pela Câmara Municipal em 1987, nos períodos (1961-1965), (1973-1977), (1983-1987), este, por último, reassumiu em 1988.

## Biografia
Nasceu em 1919, no distrito de Penha de França em São Paulo. Porém, morou em Suzano a maior parte de sua vida, onde desde a emancipação da cidade de Mogi das Cruzes, em 1948, se dedicou à política. Seu primeiro cargo foi vereador da cidade por três legislaturas e posteriormente, prefeito. Devido às rusgas entre a Câmara Municipal, durante o seu último mandato na prefeitura, em 1987, desistiu de continuar na política depois de terminar o seu mandato em 1988. Faleceu de embolia pulmonar, aos 89 anos.

## Política
Firmino elegeu-se vereador em 1948 pelo PSP, partido conhecido na época pelo principal símbolo político Adhemar de Barros, além de repetir o mesmo feito em 1952 e em 1964 pelo mesmo partido, assim, considerado um dos pioneiros na política de Suzano. Depois de dois mandatos como vereador, Firmino elegeu-se prefeito em 1960, com 1.544 votos, mas pelo PDC. Devido não se enriquecer pela política, pois sempre morou na mesma casa e teve um Fusca, elegeu-se novamente em 1972, desta vez pela ARENA, com 10.510 votos e em 1982, pelo PMDB, com 15.784 votos. Ou seja, em relação à história do país, Firmino foi prefeito durante a República Populista, o Regime Militar e a Nova República, resistindo às grandes mudanças políticas até então.
Ao contrário de seus dois mandatos, o último mandato na prefeitura foi marcada pela turbulência política entre a Câmara Municipal e a Prefeitura em 1987, pelos atritos entre o presidente da câmara naquele período, Arnaldo Marin Júnior, conhecido como Nardinho, do mesmo partido do prefeito. Além disso, o vereador foi apontado como um artífice principal da oposição do grupo de vereadores daquele tempo, do político em ascensão Estevam Galvão de Oliveira, prefeito apenas uma vez e deputado federal quando ocorreu o fato, para desgastar politicamente o prefeito por meio de uma simples acusação de calúnia, tanto que o fato repercutiu no estado de São Paulo no Bom Dia São Paulo, em 1988, pela cidade ter dois prefeitos, sendo o segundo o vice Pedro Ishida, pelo afastamento não ser oficializado pelo Ministério Público e pelo TRE. Firmino venceu a decisão judicial, assim pôde continuar o mandato até o seu fim, no mesmo ano e por coincidência, Estevam, eleito pela segunda vez à prefeitura, pelo PFL, com 30.818 votos.